# Wilfried Stephan
Wilfried Stephan (* 14. März 1955 in Bornim) ist ein ehemaliger deutscher Kanute, der für die DDR an Olympischen Spielen teilnahm.

## Erfolge
Wilfried Stephan, der für den ASK Vorwärts Potsdam startete, wurde im Jahr 1975 zusammen mit Uwe Freese ostdeutscher Meister im Zweier-Canadier über 500 Meter. Ein Jahr zuvor war er mit Peter Müller gar Junioren-Europameister geworden.
Insgesamt wurde Stephan jeweils zweimal im Canadier-Einer und Canadier-Zweier ostdeutscher Vize-Meister, dazu kam noch einmal Bronze im Einer.
Stephan nahm an den Olympischen Sommerspielen 1976 in Montreal teil. Im Canadier-Einer erreichte er dabei sowohl über 500 Meter als auch über 1000 Meter das Finale, konnte allerdings dort keine Medaille erringen.